# Serialisme

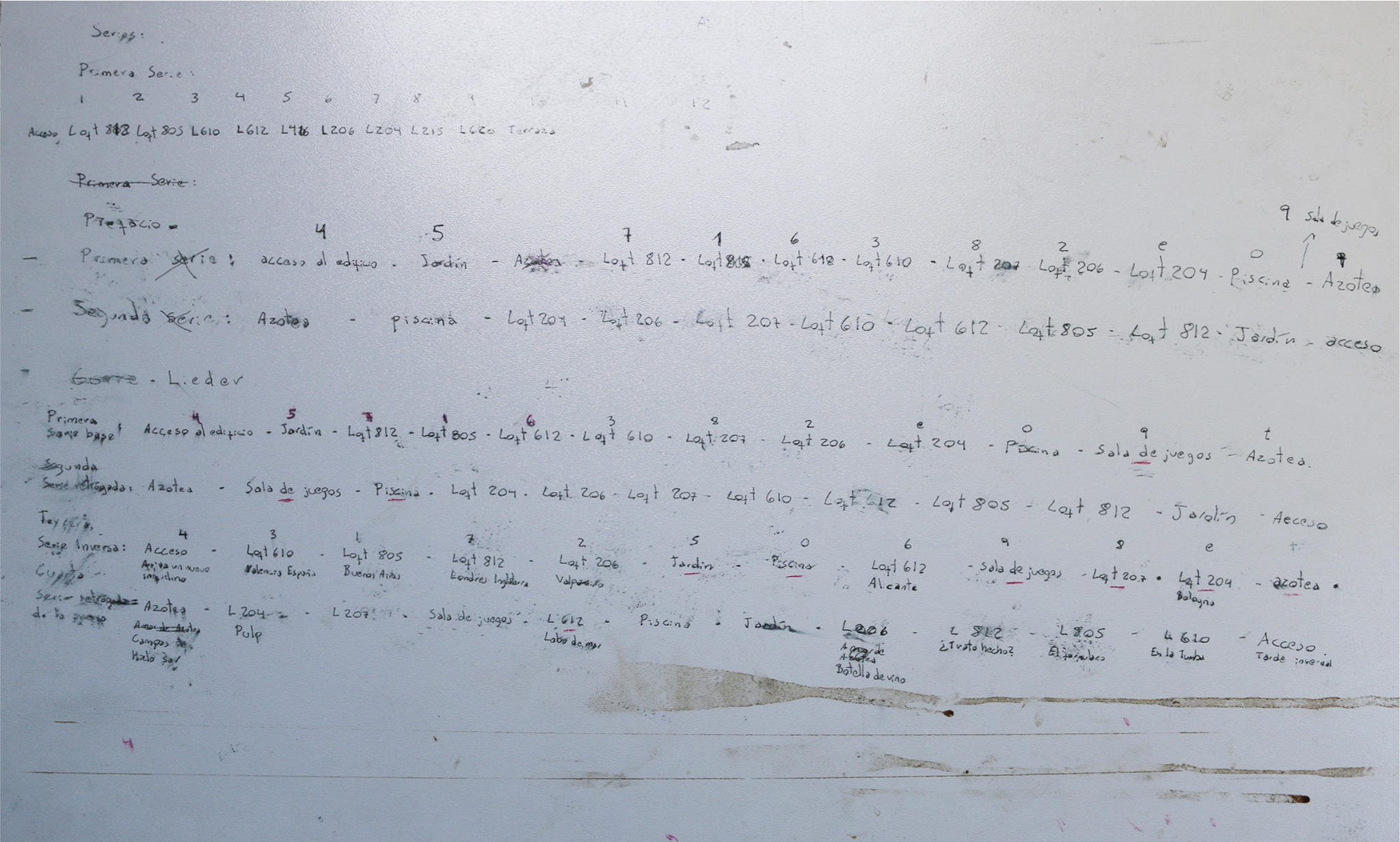
Aquesta taula de fusta està feta per Rodrigo Ertti, autor de Gurre-Lieder. Mostra una novel·la dodecafònica per anar ordenant l'estructura del llibre, seguint les pautes de les sèries dodecafòniques; el títol és el d'un cicle de cançons d'Arnold Schönberg

El serialisme és un mètode de composició musical que va sorgir el segle xx. Es tracta d'un desenvolupament teòric i pràctic del dodecafonisme, o mètode de composició amb dotze sons, creat pel compositor austríac Arnold Schönberg del qual s'extreu com a element fundacional el principi serial.
El terme «serialisme integral» fa referència a l'ús de les sèries dodecafòniques originals respecte de paràmetres musicals diversos (ritme, altura, dinàmiques…), encara que a Europa s’han emprat diversos termes com serialisme general o múltiple per tal de diferenciar-se de l'estil dodecafònic.
Compositors com Arnold Schönberg, Anton Webern, Alban Berg, Pierre Boulez, Luigi Nono, Karlheinz Stockhausen, Milton Babbitt, Elisabeth Luytens, Jean Barraqué, Robert Gerhard fan servir aquesta tècnica en gran part de les seves obres. Altres autors com Luciano Berio, Béla Bartók, Benjamin Britten, John Cage, Aaron Copland, Olivier Messiaen, Ruth Crawford Seeger, Dmitri Xostakóvitx i Ígor Stravinski l'utilitzen només en algunes obres completes o fins i tot en alguna part d'aquestes.
La idea de serialisme també s'aplica de diverses maneres a les arts visuals, disseny i arquitectura, i el concepte musical també s'ha adaptat a la literatura.

## Origen Dodecafònic
El serialisme sorgeix com a conseqüència natural del «mètode de composició amb dotze notes» (del grec dodeka: ‘dotze’ i fonós: ‘so’), estil musical i de composició creat per l'austríac Arnold Schönberg al llarg de la seua carrera com a compositor, teòric i pedagog musical.
Aquest mètode s’origina a partir de l'aparició de l'atonalisme, sistema musical en què s’elimina la subordinació d'uns tons respecte dels altres i que, segons Schönberg, es planteja com una necessitat històrica donat l'esgotament del sistema tonal al llarg del segle xix. També destaca la voluntat crítica de l'autor amb l'statu quo del moment.
Schönberg és conscient de la commoció que crearà en el món musical i l'assumeix de manera que, en el seu vessant de crític i teòric musical, entra en nombrosos debats i discussions, fins al punt de nomenar en alguna ocasió la seva ‘voluntat d'aniquilar’.
Aquest moviment d'avantguarda també inclourà experiments d'altres compositors anteriors com Franz Liszt (Bagatelles) o Strauss (Salome), contemporanis com Max Reger, Aleksandr Skriabin, Charles Ives o els futuristes encapçalats per Busoni i la seva «nova estètica».
Aquest canvi de paradigma cap a l'atonalisme suposà al compositor austríac llargs períodes de dubtes en el seu estil compositiu, ja que, encara que considera que s’ha assolit l'emancipació de la dissonancia i que, com escriu al pintor Kandinsky, ‘l'art pertany a l'inconscient! s’expressa per si mateixa’. No aconseguia estructurar els mètodes de creació musical del nou moment. Finalment i gràcies a un llarg procés d'experimentació aplegà a la sistematització d'aquest atonalisme lliure i l'anomenà dodecafonisme.
La primera vegada que apareixerà públicament el concepte de «la composició amb dotze sons» és en una conferència del compositor a la Universitat de Califòrnia, Los Angeles, el 26 de març de 1941, contingut de la qual farà servir més tard com un dels articles més destacats de l'obra L'estil i la Idea. Tot i això, trobem nombroses cartes en les quals el compositor fa menció a aquest nou mètode que està desenvolupant en les seves primeres obres op. 23,24 i 25.
Schönberg va introduir el dodecafonisme als seus Fünf Klavierstücke, op. 23 (més desenvolupat a la seva Serenata, op. 24; la seva Suite per a piano, op. 25; les seves Variacions per a orquestra, op. 31; la seva Klavierstück, op 33a). Particularment, ho explica i exemplifica en el seu Sistema de composició de dotze notes (1921). Aquesta tècnica va ser adoptada ―encara que amb diferents modificacions i aportacions― pels seus deixebles Alban Berg i Anton Webern, com especifica en la primera pàgina del tractat d'harmonia: aquest llibre l'he aprés dels meus alumnes, amb els quals conformarà la coneguda com a Segona Escola de Viena. Tot i això, Berg (Der Wein; Concert per a violí; Suite lírica per a quartet de cordes; la seva òpera Lulu) va buscar conservar alguns nexes tonals dins de l'estructura dodecafònica, a més que mai, en cap de les seves obres, es va aferrar estrictament a una sèrie particular. Webern (Concert, op. 24; Quartet de cordes, op. 28), en canvi, és molt més radical amb el mètode dodecafònic, ja que tots els elements formals d'algunes de les seves obres en deriven enterament i no de cap convenció musical prèvia o altres influències.
El mètode que sorgeix consisteix en l'ús d'una sèrie de dotze sons diferents amb una relació d'igualtat d'uns amb els altres, per aquest motiu no s’accepta la repetició de cap altre so abans que apareguen els onze anteriors, per tal de no crear centres que recorden a la tonalitat. Ja no hi ha dominants, subdominants, sensibles. La «democràcia» irromp en la música.
Els deixebles Alban Berg i Anton Webern van adoptar la tècnica, amb diverses variacions, encara que Webern és molt més radical, ja que tots els elements de les seves obres deriven d'aquesta idea d'estètica musical.
Altres compositors han recorregut a aquest sistema fent servir sèries de menys de dotze notes, fins i tot el mateix Schönberg (en la segona Fünf Klavierstücke op.23 i la seua Serenata op.28), o Igor Stravinsky en la seva Cantata, malgrat ser considerat per molts com antagonista de Schönberg.
Per a una descripció tècnica del mètode cal consultar l'article dodecafonísme.

## Fonaments
Amb l'època de postguerra apareixen noves tendències com la música indeterminada de John Cage o l'aleatòria de Werner Meyer-Eppler, mentre que teòrics com George Perle, en l'obra Serial Composition and Atonalit, o Oliver Messien i els seus alumnes estableixen les bases per «serialitzar» el ritme, les dinàmiques i els altres elements musicals.
Així, l'origen del serialisme s’explica en la crítica que els seus fundadors fan al dodecafonisme: Bàsicament, al fet de no haver aplicat el principi serial a tots els paràmetres musicals existents. Fonamentalment, intentaven assolir una ruptura total amb el cànon musical, que els dodecafonistes havien tractat de deixar enrere, mitjançant un serialisme «vertader», «integral», que aplicarà aquesta manera d'entendre la creació musical a paràmetres com la duració, el volum o el timbre de les notes. La idea era aplicar a cadascuna de les notes de la sèrie unes característiques determinades de manera que tots els paràmetres responguen estrictament al principi serial.

## Principals Exponents
Per entendre el fenomen cal destacar els cursos d'estiu de música nova de Darmstad, on el van assistir la majoria de compositors serialistes (Stockhausen, Boulez, Berio, Luigi Nono, Hans Werner Henze o Ernest Krenek).
Aquests cursos constituïren el centre neuràlgic de debat i creació de les noves tendències d'avantguarda musical, no només el serialisme, i on els compositors més destacats adquiriren els coneixements necessaris i en desenvoluparen la tècnica de composició serial.
Cal destacar el compositor i director d'orquestra Pierre Boulez, l'alemany Stockhausen i ell nord-americà Milton Babbit com a principals representants d'aquest estil; a més, d'altres com Webern (amb la seva radicalitat fent servir el mètode dodecafònic) o Oliver Messiaen (mestre de Boulez) que van tenir una influència notable en ells, encara que no es puga dir que la totalitat de la seva obra siga serialista.
Pel que fa a Stockhausen, la seva gran aportació va ser l'anomenada com a tècnica grupal de composició, mitjançant la qual buscava crear estructures serials per controlar l'organització a gran escala (Gruppen per a tres orquestres). Gràcies a aquest mètode la personalitat musical d'un grup estava definida per les qualitats estadístiques en lloc dels elements individuals.
Milton Babbit destaca per la seva aportació de la primera descripció de combinatòria i d'una tècnica serial time-point. A més, l'obra Three Compositions for Piano és considerada el primer exemple de serialització total en la música, anterior a Mode de valeurs et d'intensités (Messien) o Polyphonie X (Boulez). Cal destacar l'obra posterior Composition for Four Instruments on fa servir el principi de serialització total per a un conjunt instrumental.
Pierre Boulez estudíà amb Oliver Messiaen al conservatori de París. A més, inicià estudis matemàtics amb René Leibowitz que influïren notablement en la seva obra, i la tècnica dodecafònica. Durant aquest temps, reconegué públicament mantenir una notable correspondència amb el compositor nord-americà John Cage amb el qual s’endinsà al món de la música aleatòria.
El seu període de joventut va ser d'estil serial post-weberia, i el va dur a situar-se com un dels principals exponents de la tècnica, caracteritzat per una radicalitat prou elevada en l'ús dels paràmetres, com en el cas d'Estructuras 1 per a dos pianos, que relaciona diversos paràmetres musicals amb una sèrie original de dotze nombres. Això no obstant, en la maduresa del compositor es pot observar com la seva obra es transformà en una música més serena i accessible, deixant de banda el seu radicalisme inicial.

## Crítiques
El dodecafonisme va ser l'objectiu de nombroses crítiques, en suposar un trencament total amb l'statu quo. Cal destacar el cas del Tercer Reich o la Unió Soviètica que van qualificar aquesta música com un «art degenerat» en el cas dels nazis i de «testimoni exasperant del formalisme burgès de finals del segle xix» en el cas rus. Aquest motiu va fer que molts compositors com el propi Arnold Schönberg hagueren d'emigrar als Estats Units o patir una forta repressió.
Els factors que més han influït en la recepció del serialisme entre el públic han estat la dificultat de percepció auditiva dels procediments serials, donat «l'educació tonal» a la que el públic està més acostumat, o les pautes del serialisme de fer servir intervals i acords poc recurrents per a l'oïda humana acostumada a la tonalitat. Per tant, la dificultat de comprensió d'aquest tipus de música és, principalment, la mancança de mecanismes que articulen i facin complir les expectatives de l'oïdor.
Cal aclarir el fet que els compositors serials especifiquen que es tracta d'un projecte «elitista» fet per experts i destinat a un públic molt especialitzat (de fet els compositors serialistes rebutgen el públic directament), que no busca cap «plaer auditiu» i que, pràcticament, no té sentit la seva audició si no es compta amb la partitura present mentre s’escolta l'obra.